# Neufmoulins
Neufmoulins ist eine französische Gemeinde mit 37 Einwohnern (Stand 1. Januar 2022) im Département Moselle in der Region Grand Est (bis 2015 Lothringen). Sie gehört zum Arrondissement Sarrebourg-Château-Salins.

## Geografie
Neufmoulins liegt im Südosten des Départements Moselle, etwa acht Kilometer südwestlich von Sarrebourg auf einer Höhe zwischen 265 und 333 m über dem Meeresspiegel. Das Gemeindegebiet umfasst 1,93 km². Nördlich der Gemeinde verläuft der Rhein-Marne-Kanal.

## Geschichte
Das kleine Dorf gehört seit 1661 zu Frankreich und hieß bis 1871 Neuf-Moulin. 
Durch das Mühlrad im Gemeindewappen handelt es sich um ein Redendes Wappen (moulin = Mühle). Der Stern steht für die Familie Turquestein, die Herren über Neufmoulins im Mittelalter.
1915–1918 und 1940–1944 trug es den verdeutschten Namen Neumühlen.

### Bevölkerungsentwicklung
| Jahr      | 1962 | 1968 | 1975 | 1982 | 1990 | 1999 | 2007 | 2019 |
| Einwohner | 45   | 40   | 27   | 37   | 42   | 37   | 36   | 43   |

## Belege
1. ↑  Wappenbeschreibung auf genealogie-lorraine.fr (französisch)